# تيفي5 موند (أطفال)
تيفي5 موند  (بالفرنسية: TiVi5 Monde)‏ كانت تسمى في البداية تيفي5 (بالفرنسية: TiVi5)‏ هي قناة تلفزيونية دولية ناطقة بالفرنسية مخصصة للشباب (الأطفال الذين تتراوح أعمارهم بين 3 إلى 13 عامًا) تم إنشاؤها في 30 يناير 2012 وتم إطلاقها في إفريقيا في 11 يونيو 2016.
تيفي5 موند هي أيضًا مجموعة من البرامج الموجودة على إصدارات معينة من تي في 5 موند مثل الإصدار الأوروبي.

## تاريخ
تم إطلاق تيفي5 موند في 30 يناير 2012 حصريًا على دش نيتورك.
في 11 يونيو 2016، تم إطلاق قناة تيفي5 موند، قناة تي في 5 موند الموجهة للشباب، في أفريقيا عبر باقات كنال بلس. وسوف تستضيف الآن إنتاجات أفريقية وسيتم بثها في حوالي أربعين دولة أفريقية. بينما يستهدف تي في 5 موند البالغين، فإن تيفي5 موند يستهدف الأطفال الصغار. "لكي يختار الأطفال اللغة الفرنسية، يجب علينا دعم هذه اللغة في أفريقيا"، يوضح المدير العام لقناة تي في 5 موند، إيف بيجوت.

## البرامج
تبث القناة مسلسلات رسوم متحركة باللغة الفرنسية, وكلها اللغة الفرنسية هي اللغة الأصلية.

## مقالات ذات صلة
- تيلتون+
- جولي
- جولي أفريقيا

## الملاحظات والمراجع
1. ↑  Article sur TiVi5 Monde
2. ↑  "Tivi5 Monde, la première télé en français dédiée au jeune public". Consulat Général de France à Miami (بالفرنسية). Retrieved 2020-03-30.
3. ↑  Daniel Psenny (30 mars 2012). "TV5 Monde à la conquête de l'Amérique". lemonde.fr. مؤرشف من الأصل في 2018-10-04. اطلع عليه بتاريخ 8 novembre 2017. {{استشهاد ويب}}: تحقق من التاريخ في: |تاريخ الوصول= و|تاريخ= (مساعدة)

## روابط خارجية
- الموقع الرسمي لشركة تيفي موند